# NGC 3463
NGC 3463 ist eine Spiralgalaxie vom Hubble-Typ Sb im Sternbild Wasserschlange südlich des Himmelsäquators. Sie ist rund 168 Millionen Lichtjahre von der Milchstraße entfernt.
Das Objekt wurde am 26. März 1835 von John Herschel entdeckt.